# Dumăcești, Alba
Dumăcești este un sat în comuna Avram Iancu din județul Alba, Transilvania, România.